# Manipolo (storia romana)
Il manipolo, nella storia militare di Roma antica, era un'unità tattica della legione romana. Da questi nuclei combattenti, opportunamente addestrati e disposti in coeso e flessibile schieramento, durante l'età repubblicana nacque l'esercito manipolare, che fu l'arma vincente di Roma sui popoli con i quali entrò in conflitto. 

## Etimologia
Il termine manipolo, in latino manipulus, deriva da mano (manus) in quanto la primigenia insegna di queste formazioni, preesistenti alla fondazione di Roma, era costituita da una manata di fieno, fissata in cima a una pertica.

## Storia

### Periodo romano antico

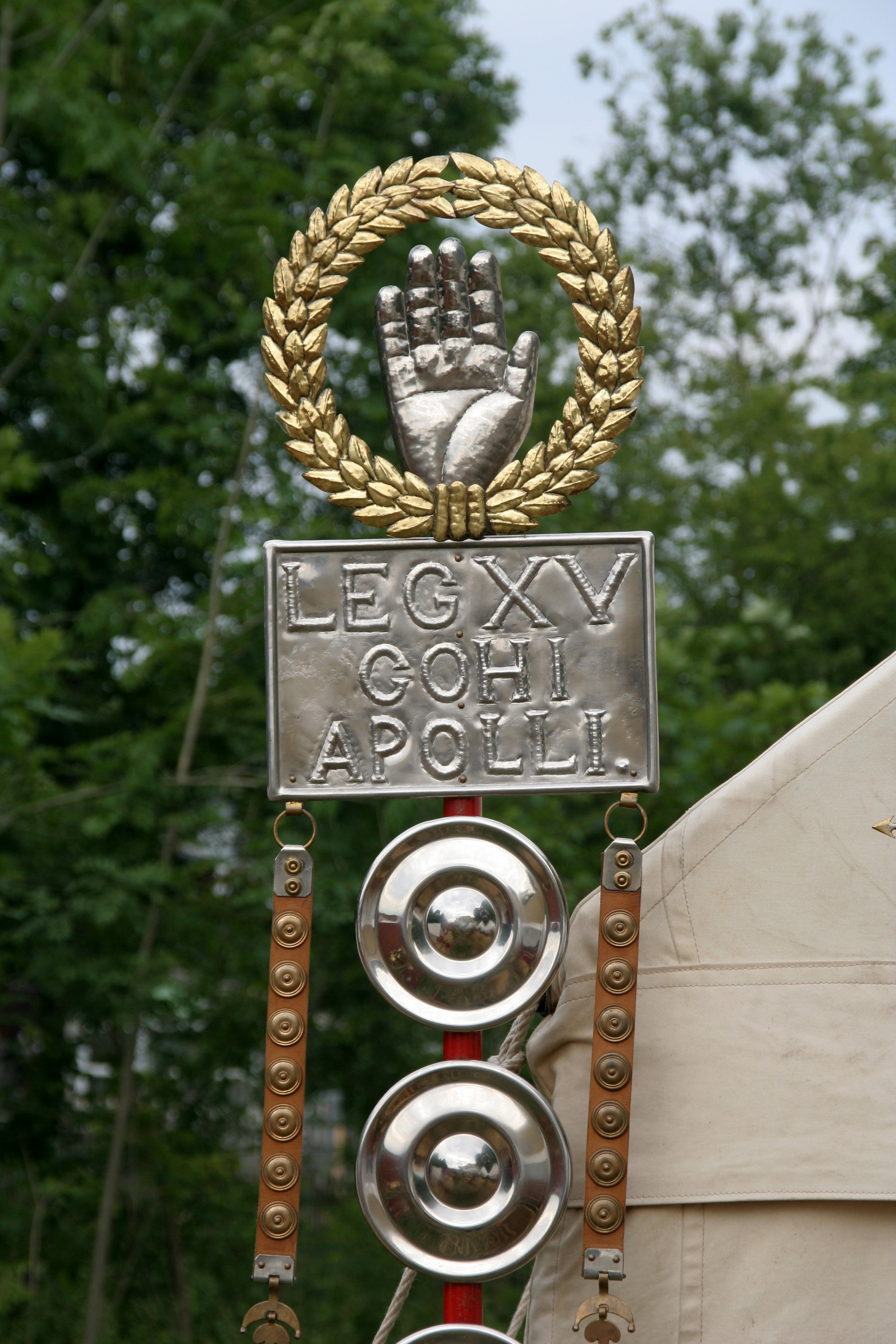
Simbolo del manipolo

Durante la seconda guerra sannitica, tra il 321 e il 315 a.C., Roma raddoppiò la leva, passando da due a quattro legioni, divise ognuna in 30 manipoli, cioè reparti di fanteria di ridotte dimensioni, fatti per muoversi in maniera molto dinamica. Ogni manipolo era composto da due centurie, ciascuna composta da 60-80 soldati. Ogni manipolo era comandato da un centurio prior (il comandante della centuria più avanzata) ed un centurio posterior (il comandante di quella posta in seconda linea), a cui erano affiancati due optiones.
I manipoli erano a loro volta disposti su tre file a cui si aggiungevano i velites (40 per manipolo): hastati, principes  e triarii. Nella tattica manipolare la prima linea (gli Hastati) proteggeva la ritirata dei Velites, la seconda aiutava la prima e così via; l'esercito romano era, quindi, molto più manovrabile degli altri e riusciva a portare anche più di un assalto, a differenza di quello degli avversari.
Secondo la tradizione, la tattica manipolare fu introdotta nell'esercito romano da Marco Furio Camillo.
Il manipolo rimase l'unità base dell'esercito fino alla seconda guerra punica, prima ancora della riforma di Gaio Mario, che creò una nuova unità detta cohors, cioè la coorte, ovvero l'unione dei tre manipoli di hastati, principes e triarii inclusi i corpi di velites, dove però tutti i soldati erano equiparati nella loro armatura.

### Epoca moderna
Nell’esercito piemontese del XVIII secolo il manipolo era l’ultima suddivisione del reggimento. 

#### Fascismo
In Italia durante l'epoca fascista il manipolo costituiva il più piccolo dei reparti della Milizia Volontaria per la Sicurezza Nazionale, comandato da un capomanipolo, da un sottocapomanipolo o da un aiutante, e corrispondente al plotone del Regio Esercito.
Il fascismo, tra i molti riferimenti simbolici tributati alla Roma antica, utilizzò termini in uso nell'Esercito romano per la suddivisione delle proprie unità militari e paramilitari. Tra questi il "manipolo", vocabolo divenuto celebre perché citato da Mussolini durante il discorso del bivacco, il suo primo discorso tenuto alla Camera dei deputati in veste di presidente del Consiglio il 16 novembre 1922, poco dopo la marcia su Roma.